# هارالد كروغر
هارالد كروغر (بالألمانية: Harald Krüger)‏ هو شخصية أعمال وكبير الإداريين التنفيذيين ألماني، ولد في 13 أكتوبر 1965 في فرايبورغ في ألمانيا.

## روابط خارجية
- هارالد كروغر على موقع مونزينجر (الألمانية)